# Rafel Barruè i Broch
Rafael Barruè i Broch (Vila-real, 1966) és l'abat del Monestir de Poblet des de l'abril de 2024.
Llicenciat en Belles Arts per la Universitat Politècnica de València, va entrar al monestir de Poblet l'any 2000, on va professar l'11 de juliol de 2005. Es va llicenciar en Teologia per la Pontifícia Universitat Gregoriana el 2009 i s'ordenà sacerdot el 2010. Els primers anys al monestir va continuar pintant i fent exposicions a Catalunya, el País Valencià i les Illes, en indrets com Girona, Tarragona, Vila-real, Castelló, Borriana, València, la Vall d'Uixó, Mallorca, Nules o Benicarló, entre molts altres llocs. Entre les primeres ocupacions al monestir tingué la formació dels monjos més joves i l'atenció dels hostes.
Fou nomenat prior de Poblet el 20 de març de 2016, en substitució de Lluc Torcal i Sirera, que el 2015 havia estat nomenat Procurador General de l'Orde Cistercenc. El 22 d'abril de 2024 fou escollit abat de Poblet en substitució d'Octavi Vilà.